# Montezumabergkwartel
De Montezumabergkwartel (Cyrtonyx montezumae) is een vogel uit de familie Odontophoridae. Andere namen voor deze soort zijn massenakwartel en montezumakwartel. De wetenschappelijke naam van de soort is voor het eerst geldig gepubliceerd in 1830 door Vigors.

## Kenmerken
De haan heeft een zwart voorhoofd, dat is getooid met enkele veertjes. Langs de bek en rond de wangen loopt een witte band. De vrij lange, neerhangende nekveren zijn bruin. De gitzwarte borst gaat naar de zijkanten over in roodbruin. De borst is getooid met prachtige witte vlekken. De bovenzijde is kastanjebruin met grijszwarte strepen. De roodgele veerschachten zijn ook te zien in de grauwgele, met zwarte vlekjes bedekte staart en vleugelveren. De snavel en poten zijn hoornkleurig, de ogen zijn donkerbruin. De hen heeft helderwitte, zwart omzoomde veerschachten. De bovenzijde is roodachtig izabel. De borst en buik zijn wijnrood. Op het midden van de buik bevinden zich zwarte vlekjes, die zich ook aan de zijkanten bevinden. De lichaamslengte bedraagt ongeveer 20 centimeter.

## Voortplanting
Er wordt een eenvoudig nest gebouwd op een beschutte plek (bijvoorbeeld onder boomstronken), waarin tien tot twintig witte eieren worden gelegd, die worden bebroed door het hennetje. In geval van nood verdedigt het mannetje dapper het nest en voedert geregeld het hennetje.

## Voorkomen
De soort komt voor in het zuidwesten van de Verenigde Staten en Mexico en telt vier ondersoorten:
- C. m. mearnsi: de zuidwestelijke Verenigde Staten en noordelijk Mexico.
- C. m. montezumae: centraal Mexico.
- C. m. rowleyi: Oaxaca.
- C. m. sallei: Michoacán de Ocampo en Guerrero.

## Beschermingsstatus
Op de Rode Lijst van de IUCN heeft de soort de status niet bedreigd.